# Juan Lluhí
Juan Lluhí Vallescá (Barcelona, 12 de octubre de 1897 – México, 21 de agosto de 1944) fue un abogado y político español, miembro de Esquerra Republicana de Catalunya. Fue ministro de Trabajo, Sanidad y Previsión Social y de Comunicaciones y Marina Mercante durante la Segunda República.

## Biografía

### Infancia y juventud
Nació en Barcelona el 12 de octubre de 1897. Pertenecía a una familia acomodada. Era hijo de Joaquim Lluhí i Rissech, prominente abogado nacido en Lloret de Mar, y de Consuelo Vallescá, de origen aragonés. Tuvo un hermano de nombre Gustavo, quien murió a muy temprana edad. Juan Lluhi Vallescá contrajo nupcias con Rosa Sterna Marin, originaria de Palma de Mallorca, con quien tuvo cuatro hijos: Rosa, Joaquín, Mercedes y Juan. Estudió Derecho en la Universidad de Barcelona.
Fundó y dirigió el semanario L'Opinió (febrero de 1928 - diciembre de 1929), desde donde definió un republicanismo catalanista de izquierdas. Fue uno de los inspiradores del Manifiesto de Inteligencia Republicana, publicado en su publicación en mayo de 1930, que acabará constituyendo uno de los núcleos políticos que formarían Esquerra Republicana de Catalunya en 1931. A lo largo de su estancia en este partido político tuvo varias confrontaciones con sus dirigentes, lo que le llevó a fundar el Partit Nacionalista Republicà d'Esquerra, si bien este volvió a reintegrándose a Esquerra Republicana de Catalunya.

### Segunda República
Participó en las elecciones a Cortes Constituyentes de 1931 obteniendo un escaño por la circunscripción de Barcelona provincia. En esa legislatura participó en la redacción del proyecto de Estatuto de Autonomía de Cataluña, que fue aprobado por las Cortes Españolas el 12 de septiembre de 1932.
El 3 de octubre de ese año entró a formar parte del primer gobierno de Francesc Macià en la Generalidad de Cataluña, siendo Consejero de Fomento y Obras Públicas en sustitución de Joan Casanovas. Tras las primeras elecciones autonómicas catalanas (20 de noviembre de 1932) fue nombrado Cabeza del Consejo Ejecutivo consejero de Obras Públicas. Tras la muerte de Macià y la asunción de Lluís Companys como presidente (enero de 1934) ocupó la Consejería de Justicia, formando parte del gobierno derogado tras la proclamación del Estado Catalán en octubre de 1934. En las elecciones generales de 1936 obtuvo un escaño por Barcelona. Con el triunfo del Frente Popular en dichas elecciones, Lluhí recuperó su puesto del consejero.
En mayo abandonó tanto la consejería como su escaño en el Parlamento de Cataluña al ser nombrado ministro de Trabajo, Sanidad y Previsión Social en el gobierno de Casares Quiroga entre el 13 de mayo y el 18 de julio de 1936. En las críticas horas que presenciaron el estallido de la Guerra Civil, ocupó por un solo día (19 de julio) la cartera de ministro de Comunicaciones y Marina Mercante en el llamado "gobierno de conciliación" que presidió Martínez Barrio. Permaneció como ministro de Trabajo en el gobierno de José Giral hasta su sustitución por Largo Caballero en septiembre.

### Exilio y muerte
Tras la guerra civil española, tras pasar por Francia, Marruecos y Cuba, se exilió en México, en donde falleció el 21 de agosto de 1944.